# Asesinatos de Waller en 2012
Los asesinatos de Waller de 2012, conocidos también como los asesinatos de la familia Sesler, tuvieron lugar el 20 de marzo de 2012, cuando Trey  Eric Sesler, un youtuber de 22 años, disparó y mató a sus padres y a su hermano mayor en Waller, Texas. Planeó atacar la escuela secundaria de Waller en un tiroteo después de asesinar a su familia. La policía fue llamada a la casa de la familia cerca de la 1 de la tarde del mismo día, y encontró los cuerpos de su madre Rhonda Sesler, su padre Lawton Sesler y su hermano Mark Sesler. Los investigadores dicen que Sesler se inspiró en gran medida en la masacre de la escuela secundaria de Columbine.

## Tiroteo y arresto
El lunes 19 de marzo de 2012, un vecino informó que se escuchaban disparos en la casa familiar, sin embargo cuando oficiales arribaron al lugar, no descubrieron nada fuera de lugar.
Poco antes, en algún momento cerca de la una de la tarde del día siguiente, Sesler atrajo a su madre Rhonda Sesler al garaje y le disparó a quemarropa con una escopeta al menos cuatro veces. Se cree que su padre estaba dormido en ese momento. Luego regresó a la casa y le disparó a su hermano, despertando a su padre, momentos después matándolo a tiros también. Después, Sesler escribió cosas como: "Amo a mi mamá, papá y hermano" y "Dios, perdóname porque no puedo perdonarme a mí mismo porque no puedo perdonarme a mí mismo" por toda la residencia. El jefe de policía de Waller, Phil Rehak describió la escena del crimen como una "zona de guerra".
Sesler condujo su Ford Mustang negro modelo 2010, llevando consigo un rifle Hi-Point Firearms modelo 995 y más de 100 municiones, hasta la escuela secundaria Waller, de la que se había graduado, y se sentó en el estacionamiento antes de conducir hasta la casa de un amigo. La policía recibió una llamada de miembros de la familia pidiendo un control de bienestar, ya que no habían tenido noticias de nadie en la casa. La policía fue a la casa a la 1 p.m. y se descubrieron los cuerpos de la familia y se emitió una orden de arresto para él.
Sesler fue arrestado en la casa de un amigo en Magnolia, Texas a las 9:30 p.m. del mismo día.
Después del tiroteo, Sesler dijo a los investigadores que mató a su familia porque no quería que se avergonzaran de que él perpetrara el tiroteo en la escuela, pero se echó atrás cuando todo se volvió "demasiado real". Fue puesto bajo vigilancia por riesgo de suicidio a los pocos días de su arresto.

### Consecuencias
Después del tiroteo, Sesler se puso en contacto con miembros de su familia y se disculpó por sus acciones. Su primo, el Dr. Robin Warner, dijo que la familia no sabía nada sobre sus actividades en línea. Los residentes de Waller se sintieron profundamente perturbados por el caso.

## Víctimas
Las tres personas asesinadas eran su madre, su padre y su hermano mayor:
- Rhonda Wyse Sesler, 57 años, madre de Sesler, la primera en ser asesinada[7]
- Mark Alan Sesler, 26 años, hermano mayor de Sesler, el segundo en ser asesinado[7]
- Lawton Ray Sesler Jr, 58 años, padre de Sesler, el último en ser asesinado[7]

Rhonda y Lawton llevaban casados 34 años al momento del tiroteo. Rhonda trabajaba en The Waller Times y Lawton era profesor en la Escuela Primaria Robison.

## Perpetrador
Trey Eric Sesler (Waller, Texas; 3 de agosto de 1989) era un youtuber que se hacía llamar "Mr. Anime". Sesler dijo a los investigadores que había estudiado en profundidad a los asesinos en masa y a los asesinos en serie y que tenía el deseo de perpetrar un tiroteo en la escuela secundaria Waller.
Sesler admitió ante los investigadores que había cometido otros delitos antes, incluyendo matar animales y disparar cerca de escuelas en mitad de la noche. No tenía antecedentes penales antes del tiroteo. Los investigadores describieron a Sesler como "un ejemplo clásico de asesino que comienza con pequeños crímenes y va avanzando hasta lo impensable".

### Canal de Youtube
El 14 de septiembre de 2006, Sesler creó el canal "Mr. Anime" y otro llamado "LensCapProductions". Los primeros años de Sesler en YouTube consistieron en reseñas de series de anime en su canal Mr. Anime y parodias en su canal LensCapProductions. El 27 de diciembre de 2011, Sesler publicó un video en el que les contaba a sus seguidores que le habían diagnosticado neumotórax. Sesler mostraba armas con regularidad en sus vídeos de YouTube, ahora eliminados junto con el canal.
Un mes antes del tiroteo, Sesler publicó un vídeo titulado "El señor Anime está planeando algo". En el vídeo, decía que se tomaría un descanso de "dos o tres semanas". Nunca reveló lo que estaba planeando, sin embargo, los investigadores creen que estaba insinuando el tiroteo.

### Obsesión por los asesinatos
Según las autoridades, Sesler se inspiró en gran medida en los asesinatos en masa como la masacre de la escuela secundaria de Columbine y la masacre de Virginia Tech, y había investigado ambos eventos en profundidad por internet. Investigadores encontraron una lista que Sesler había creado en su ordenador personal, que estudiaba y calificaba al menos a ocho asesinos en serie.

## Sentencia
Sesler fue arrestado y acusado de tres cargos de pena de muerte poco después del tiroteo familiar.
El 2 de agosto de 2012, Sesler se declaró culpable de todos los cargos y fue sentenciado a cadena perpetua sin posibilidad de libertad condicional. El jefe de policía de Waller describió la sala del tribunal como "sombría" y no escuchó a Sesler hablar durante la sentencia.
Muchos residentes de Waller sospechaban que Sesler recibiría la pena de muerte y estaban decepcionados con la sentencia dictada.
Sesler cumple su condena en la Unidad Terrell en el área no incorporada del Condado de Brazoria, Texas. Anteriormente, estuvo ubicado en la Unidad McConnell, en el Condado de Bee, Texas.